# 哈吉·穆罕默德·昌卡尼
哈吉·穆罕默德·昌卡尼（英語：Haji Mohammad Chamkani，1947年-2012年）；是阿富汗政治人物，曾經在由蘇聯所支持的阿富汗民主共和國中期擔任革命委員會主席團主席，而在這之前他還曾經於巴布拉克·卡爾邁勒政府底下擔任過革命委員會主席團副主席
。